# Shinkansen Serie E4
El Shinkansen Serie E4 (E4系?) era un tipo de tren de alta velocidad japonés operado por la East Japan Railway Company (JR East) en Japón. Fueron la segunda serie de trenes Shinkansen completamente con coches de dos pisos que se construyeron en Japón (el otro es el Serie E1). Anteriormente operaron en el Tōhoku y en el Jōetsu Shinkansen, y ocasionalmente en el Hokuriku Shinkansen. Los trenes de la Serie E4 cuentan con coches de dos pisos para acomodar el tráfico de pasajeros adicional alrededor de Tokio y otras áreas urbanas. A menudo se acoplaban a los trenes de la Serie 400 en el Tōhoku Shinkansen entre Tokio y Fukushima, antes de que estos últimos se retirara del servicio en abril de 2010. Los últimos trenes de la Serie E4 se retiraron del servicio regular el 1 de octubre de 2021.
Era posible acoplar dos composiciones de ocho coches para aumentar su capacidad total: un tren formado por dieciséis coches de la Serie E4 transportaba un total de 1634 pasajeros sentados, convirtiéndose en el tren de alta velocidad de mayor capacidad del mundo.
Se construyeron 26 unidades entre 1997 y 2003. Al igual que con los trenes de la serie E1 anteriores, la velocidad máxima era de 240 km/h (149,1 mph).

## Formación
| Coche No.            | 1        | 2        | 3        | 4    | 5        | 6    | 7    | 8    |
| -------------------- | -------- | -------- | -------- | ---- | -------- | ---- | ---- | ---- |
| Denominación         | T1c      | M1       | M2       | T    | Tk       | Mp   | Ms   | Tpsc |
| Numeración           | E453-100 | E455-100 | E456-100 | E458 | E459-200 | E455 | E446 | E444 |
| Capacidad (asientos) | 75       | 133      | 119      | 124  | 110      | 122  | 91   | 43   |

Los coches 4 y 6 están equipados cada uno con un pantógrafo PS201.

## Variantes
Los conjuntos P51 y P52, entregados en enero y febrero de 2001, se diseñaron para hacer frente a las pronunciadas pendientes del Hokuriku Shinkansen para su uso en los servicios a Karuizawa.
Los trenes P81 y P82, entregados en julio y noviembre de 2003, se diseñaron para hacer frente a las pendientes pronunciadas del Hokuriku Shinkansen y también eran capaces de operar con alimentación aérea de 50 Hz y 60 Hz para dar continuidad a los servicios a Nagano.

## Interior
Al igual que con la anterior Serie E1, los salones del piso superior de los coches 1 a 3 de asientos sin reserva contaban con disposición 3+3 sin reposabrazos individuales, y no eran reclinables. Los pisos inferiores de estos coches y los salones de asientos con reserva en los coches 4 a 8 tenían asientos en disposición 2+3. Los salones de la Clase Verde en los pisos superiores de los coches 7 a 8 tenían asientos en disposición 2+2. Los trenes tenían una capacidad total de 817 pasajeros sentados.

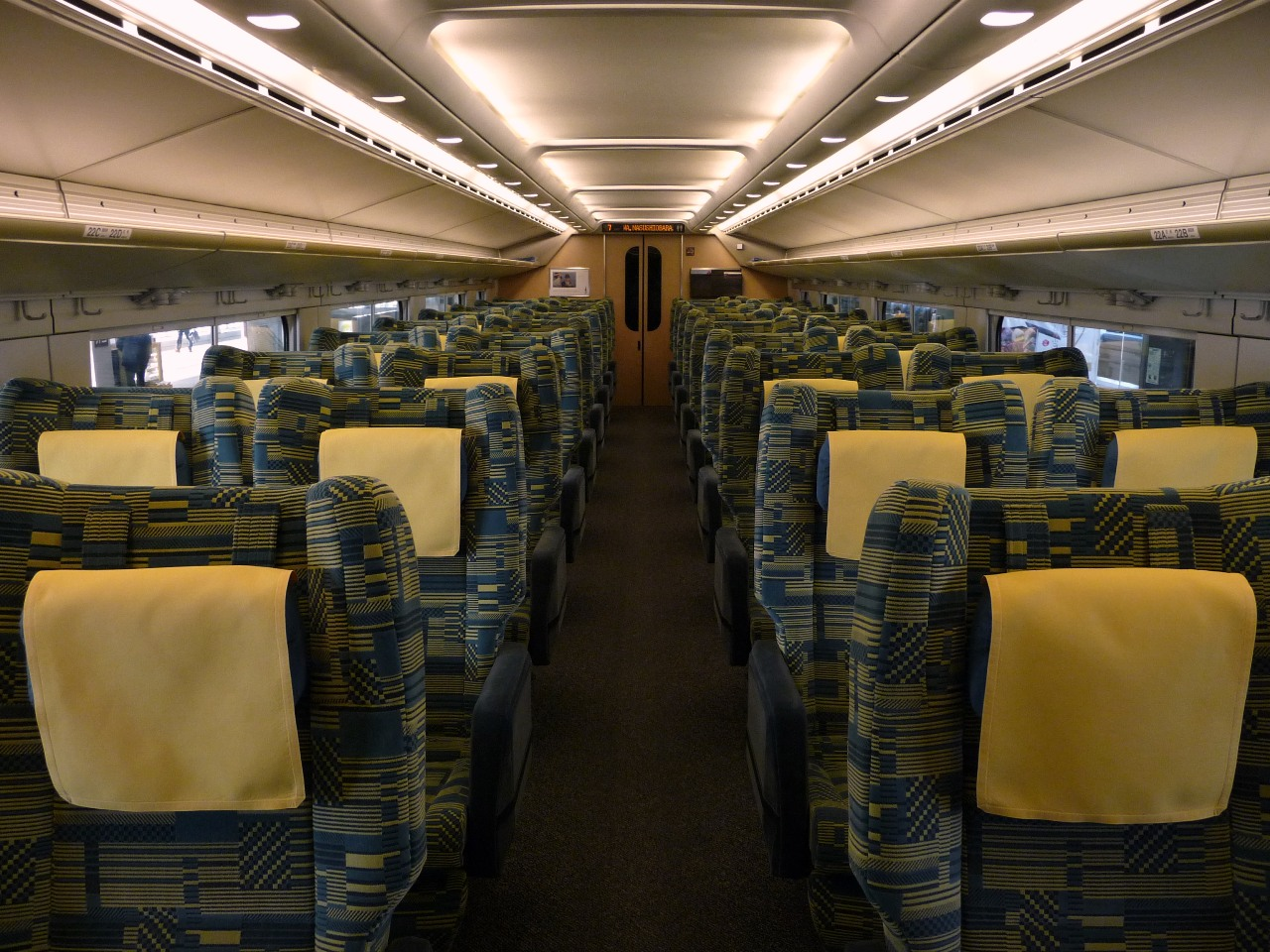
Salón de Clase Verde (piso superior), en febrero de 2011
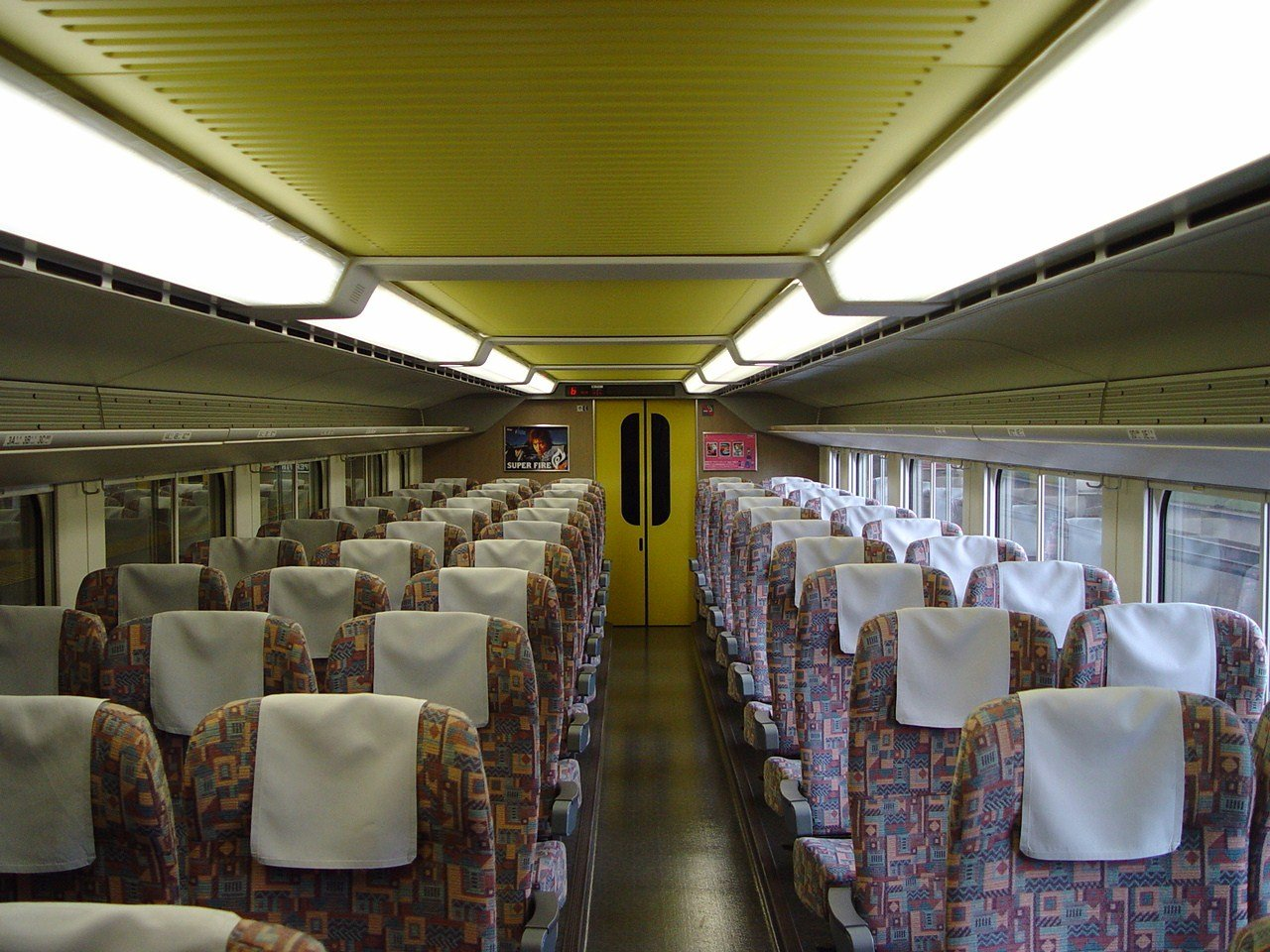
Piso inferior de asientos con reserva de Clase Estándar en disposición 2+3
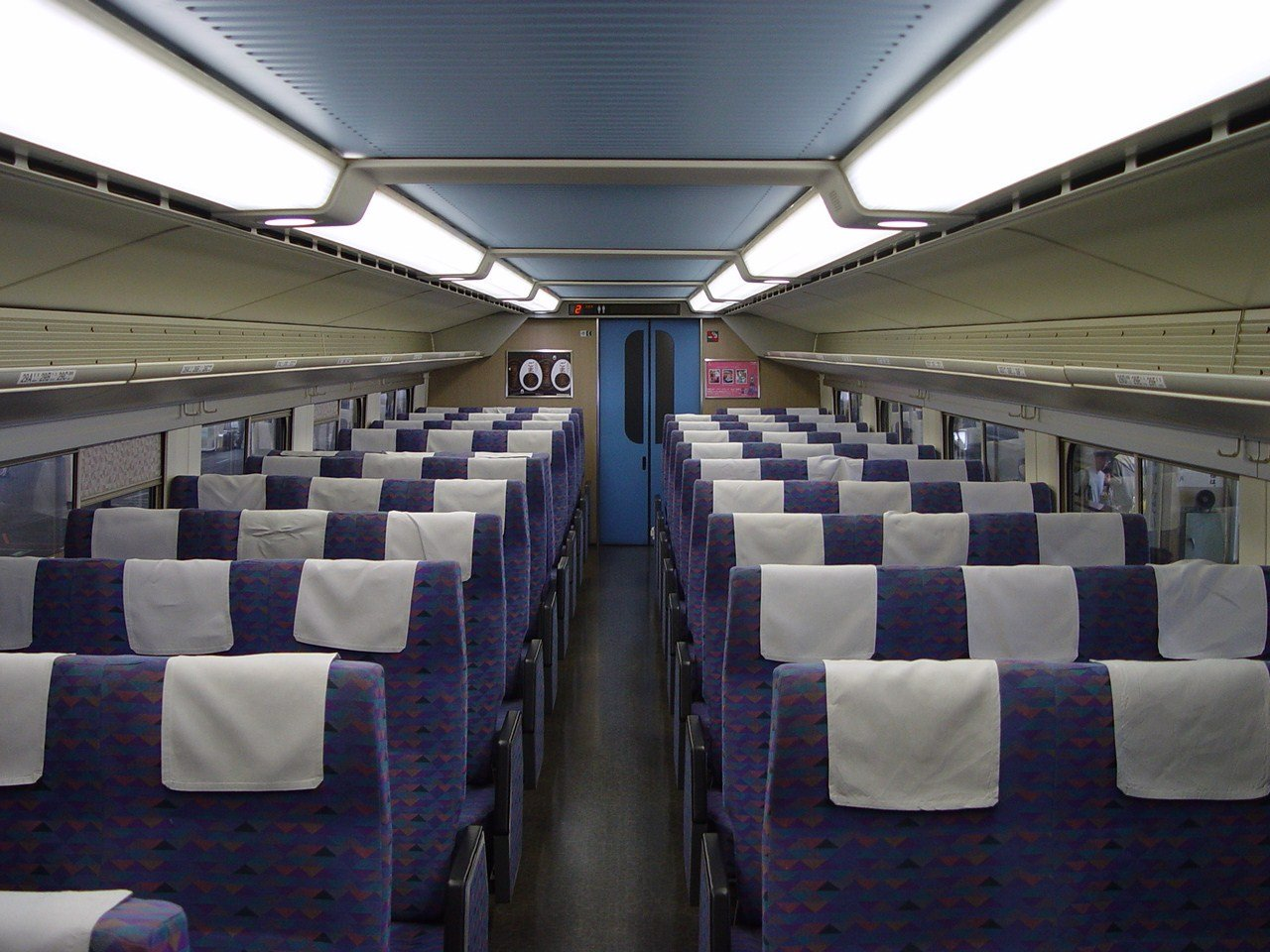
Piso superior con asientos sin reserva  no reclinables de Clase Estándar en disposición 3+3
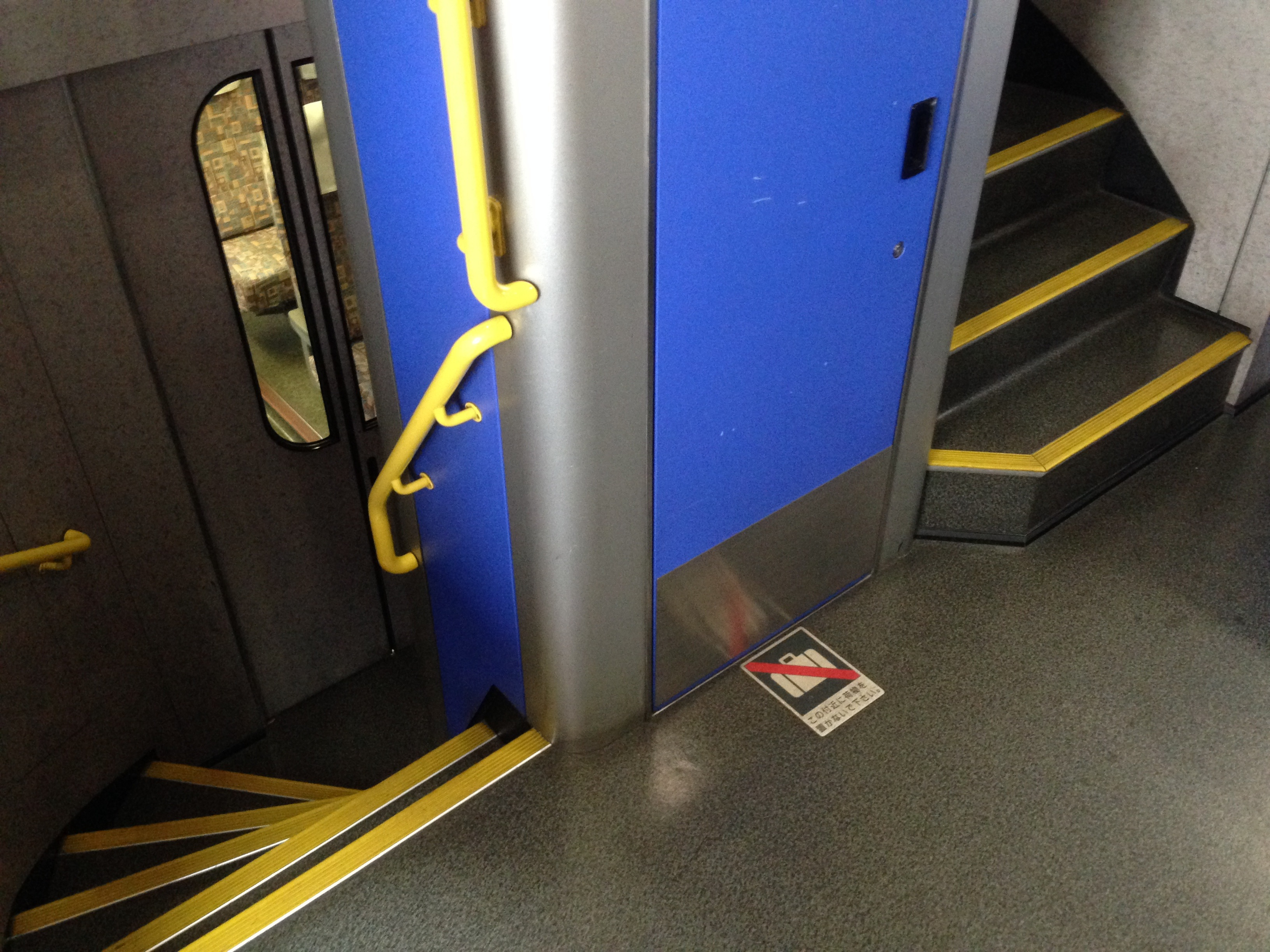
Vestíbulo y escalera

## Historia

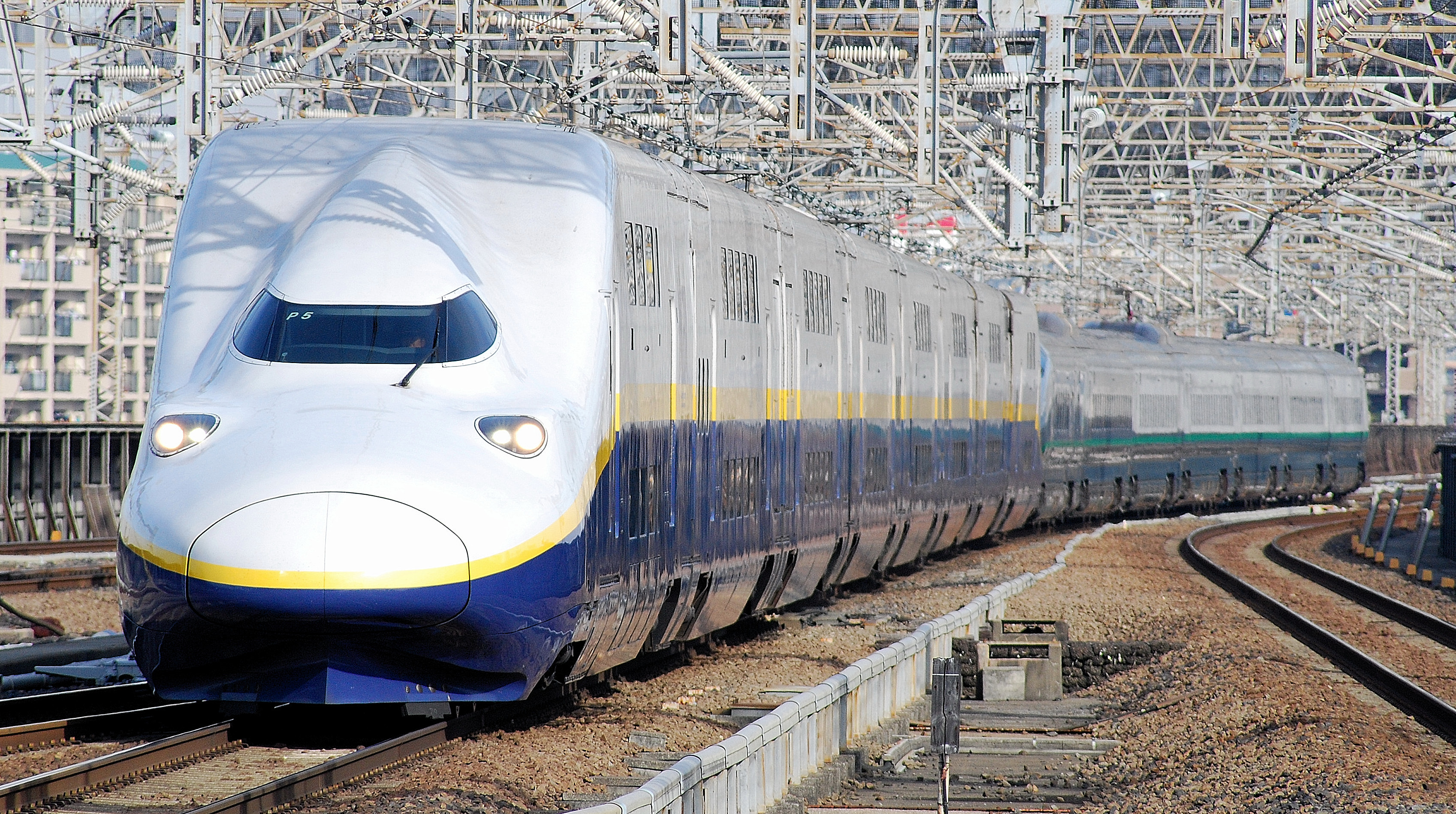
Tren P5 con su librea original de rayas amarillas (marzo de 2011)

El primer tren de la Serie E4, denominado P1, se entregó en el Depósito de Sendai el 8 de octubre de 1997, y las primeras composiciones se pusieron en servicio regular en el Tohoku Shinkansen a partir del 20 de diciembre de 1997.
Estaba prohibido fumar en todos los coches desde el inicio del horario revisado el 18 de marzo de 2007.
En marzo de 2011, se anunció que toda la flota de la Serie E4 se retiraría alrededor de 2016.
En septiembre de 2012, la Serie E4 se retiró por completo de los servicios del Tohoku Shinkansen, y se asignó para su uso únicamente en los servicios del Joetsu Shinkansen. Los trenes fueron retirados del servicio regular el 1 de octubre de 2021, y retirados por completo el 17 de octubre del mismo año.

## Cambio de librea

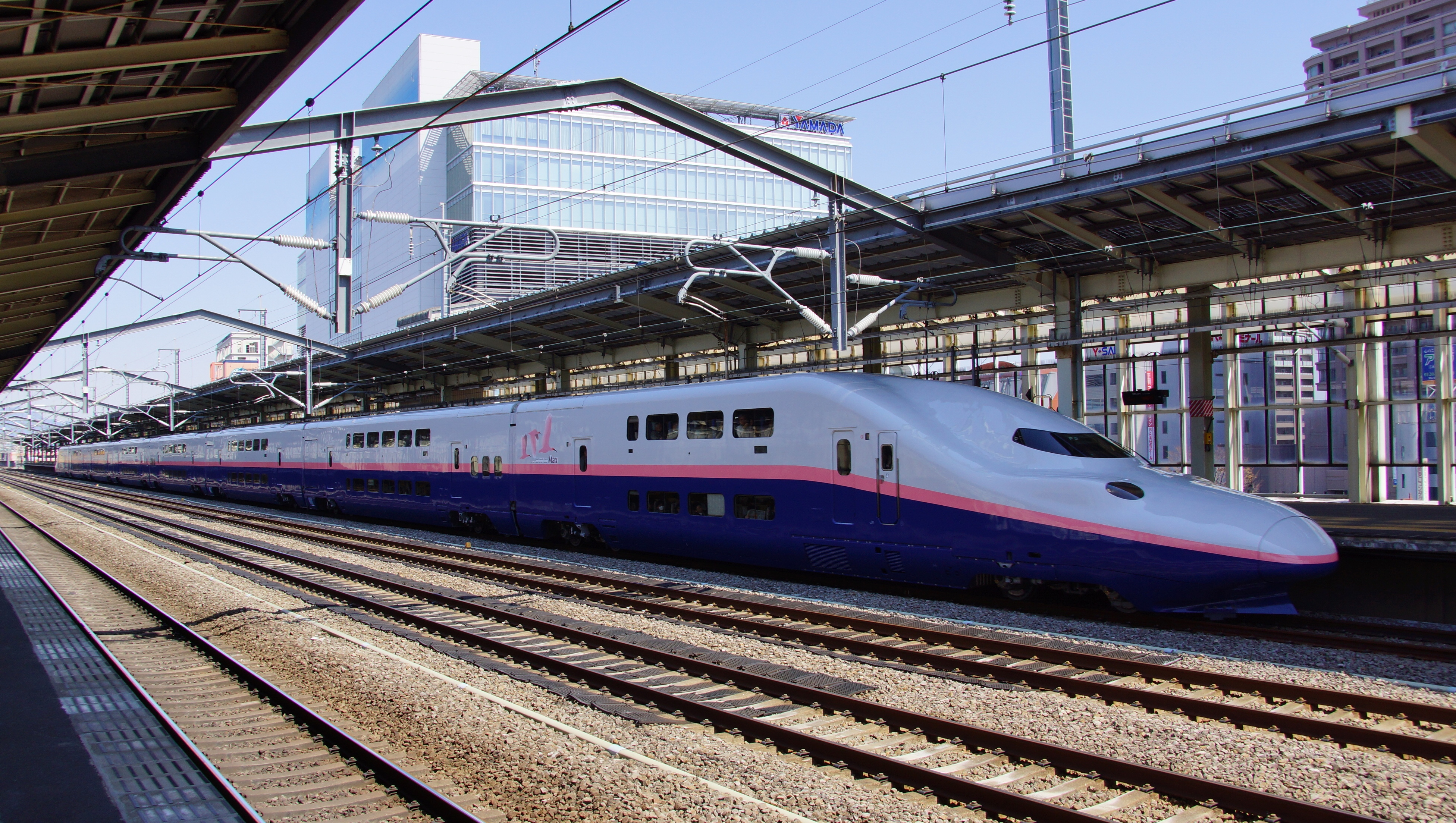
El primer conjunto que se cambió de librea, el P5 (abril de 2014)

A partir de 2014, la flota de 24 trenes todavía en servicio comenzó a repintarse, recibiendo una nueva decoración idéntica a la que antes llevaban los trenes de la Serie E1, con una franja rosa toki (del ibis crestado) separando el blanco en la parte superior de la carrocería y el azul en la parte inferior. El primer tren entregado de nuevo, el P5, volvió a estar en servicio a principios de abril de 2014, y toda la flota estuvo adaptada a finales del año fiscal 2015.

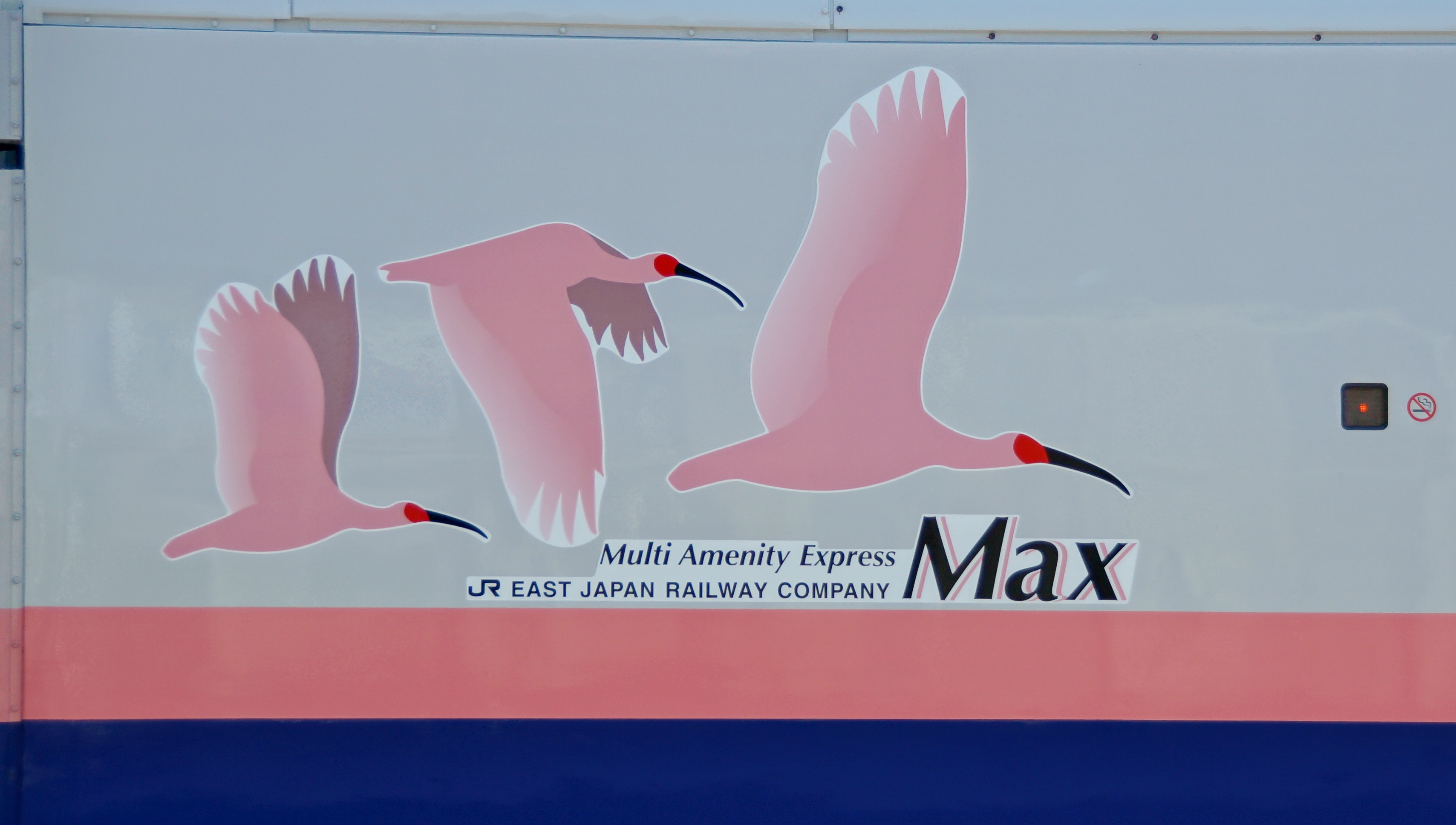
El nuevo logo, en abril de 2014

## Retirada
Las bajas comenzaron en julio de 2013, con los trenes P2 y P3.

## Ejemplos conservados

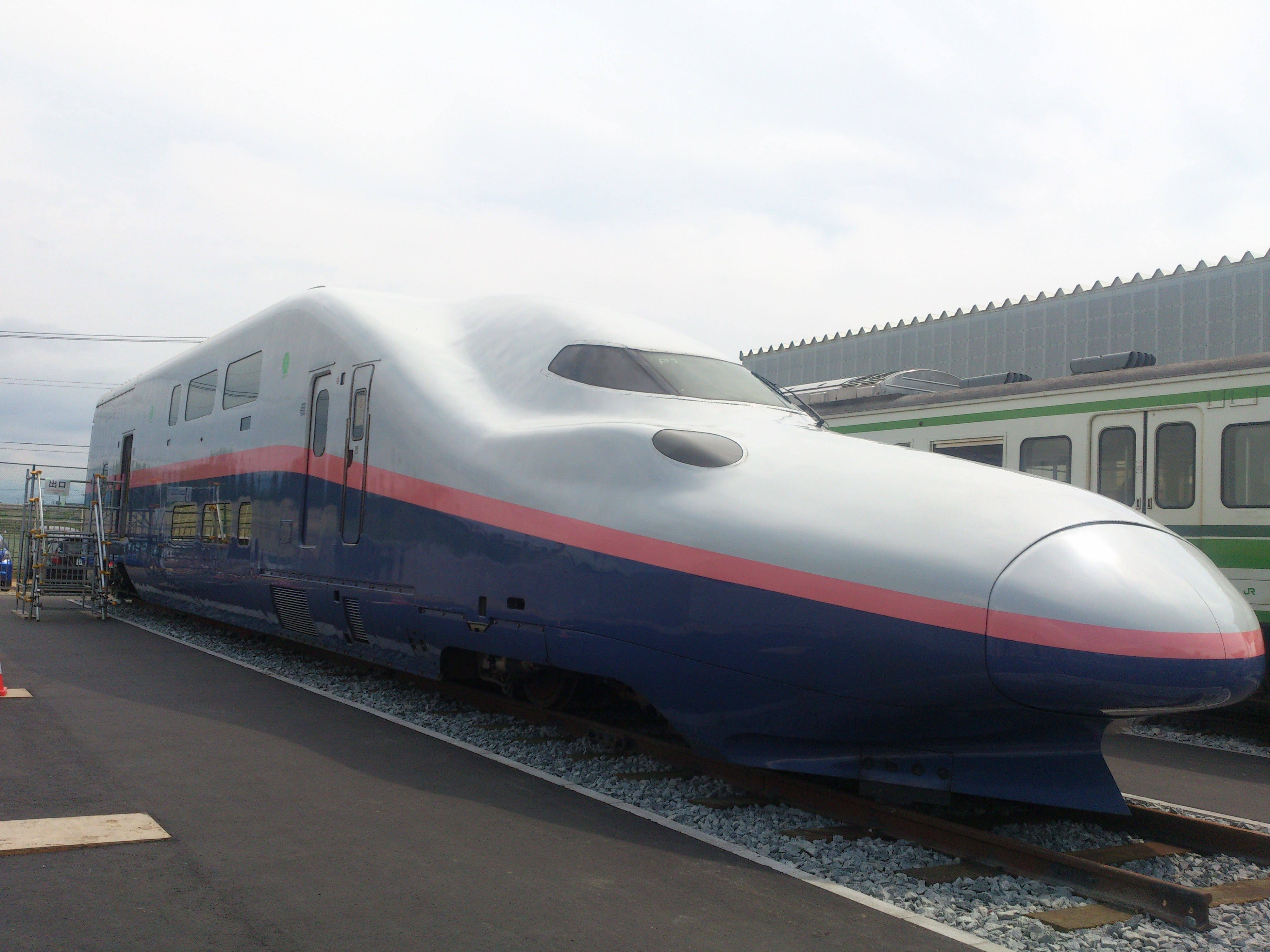
Coche E444-1 preservado (julio de 2017)

El coche extremo E444-1 del tren P1 se exhibió en el Museo del Ferrocarril Niitsu de la ciudad de Niigata en Niitsu (Niigata) entre julio y septiembre de 2017. Se trasladó por carretera desde el Depósito de Niigata hasta el museo en la madrugada del 20 de junio de 2017.

## Listado de la flota
Los detalles de diseño son los que se muestran a continuación. Todas las unidades se retiraron del servicio regular a partir del 1 de octubre de 2021.
| Tren No. | Fabricante  | Entregado                | Remodelado               | Retirado                 |
| -------- | ----------- | ------------------------ | ------------------------ | ------------------------ |
| P1       | Kawasaki HI | 8 de octubre de 1997     | 12 de mayo de 2015       | 2 de abril de 2016       |
| P2       | Hitachi     | 20 de octubre de 1997    | -                        | 3 de julio de 2013       |
| P3       | Kawasaki HI | 27 de octubre de 1997    | -                        | 26 de julio de 2013      |
| P4       | Hitachi     | 10 de febrero de 1999    | 10 de febrero de 2016    | 15 de septiembre de 2017 |
| P5       | Kawasaki HI | 22 de febrero de 1999    | 3 de abril de 2014       | 5 de diciembre de 2017   |
| P6       | Hitachi     | 15 de marzo de 1999      | 11 de junio de 2014      | 13 de enero de 2018      |
| P7       | Hitachi     | 14 de abril de 1999      | 25 de marzo de 2015      | 29 de mayo de 2019       |
| P8       | Kawasaki HI | 31 de mayo de 1999       | 3 de julio de 2015       | 20 de junio de 2019      |
| P9       | Hitachi     | 21 de junio de 1999      | 20 de agosto de 2015     | 12 de julio de 2019      |
| P10      | Kawasaki HI | 12 de julio de 1999      | 4 de febrero de 2015     | 7 de mayo de 2019        |
| P11      | Hitachi     | 26 de julio de 2000      | 3 de marzo de 2016       | 28 de octubre de 2021    |
| P12      | Hitachi     | 28 de agosto de 2000     | 13 de abril de 2016      | 24 de noviembre de 2021  |
| P13      | Kawasaki HI | 11 de septiembre de 2000 | 10 de mayo de 2016       | 20 de diciembre de 2021  |
| P14      | Hitachi     | 13 de octubre de 2000    | 1 de junio de 2016       | 18 de enero de 2022      |
| P15      | Kawasaki HI | 16 de octubre de 2000    | 17 de octubre de 2016    | 17 de diciembre de 2019  |
| P16      | Hitachi     | 27 de noviembre de 2000  | 1 de mayo de 2014        | 24 de agosto de 2020     |
| P17      | Hitachi     | 21 de marzo de 2001      | 30 de septiembre de 2014 | 14 de febrero de 2022    |
| P18      | Kawasaki HI | 4 de junio de 2001       | 30 de abril de 2015      | 22 de febrero de 2021    |
| P19      | Kawasaki HI | 25 de junio de 2001      | 20 de agosto de 2015     | 18 de marzo de 2021      |
| P20      | Hitachi     | 16 de julio de 2001      | 9 de octubre de 2015     | 26 de abril de 2021      |
| P21      | Kawasaki HI | 9 de octubre de 2001     | 4 de noviembre de 2015   | 27 de mayo de 2021       |
| P22      | Kawasaki HI | 20 de noviembre de 2001  | 18 de diciembre de 2015  | 21 de junio de 2021      |
| P51      | Kawasaki HI | 31 de enero de 2001      | 7 de julio de 2014       | 25 de noviembre de 2020  |
| P52      | Kawasaki HI | 20 de febrero de 2001    | 27 de agosto de 2014     | 5 de octubre de 2021     |
| P81      | Hitachi     | 30 de julio de 2003      | 22 de julio de 2015      | 7 de mayo de 2021        |
| P82      | Kawasaki HI | 20 de noviembre de 2003  | 19 de enero de 2016      | 30 de marzo de 2022      |